# Кардада
Карда́да (нім. Cardada) — місцевість, розташована переважно в муніципалітеті Локарно в кантоні Тічино, неподалік від однойменного міста. Її територія також простягається на гірські райони муніципалітетів Орселіна, Мінузіо, Бріоне-сопра-Мінузіо та Авеньйо-Гордевіо. Кардада і, точніше, сусідній схил Чіметта є традиційними гірськими напрямками для жителів Локарно.

## Історія
До 1950-х років Кардада та Чіметта були місцем призначення переважно для любителів зимових видів спорту, які піднімалися гірськими стежками пішки та зупинялися в гірській хатині Чіметта, збудованій у 1936 році лижним клубом Сольдуно. Відсутність транспорту обмежувала доступ до цієї гори лише для невеликої кількості туристів та лижників, які були єдиними, хто міг насолоджуватися видом на басейн озера Маджоре.
На початку 1950-х років ініціативна група розпочала важливий проєкт з будівництва канатної дороги, що з'єднала б Орселіну з Кардадою. У 1952 році розпочалися будівельні роботи, які завершилися 26 грудня того ж року, відкривши доступ до цього місця для всіх. Завдяки ентузіазму туристів та місцевого населення, за перший рік роботи канатна дорога перевезла 68 598 осіб. У наступні роки, завдяки великому потоку відвідувачів протягом усього року, туристична станція Кардада значно розширилася: у 1956 році було збудовано крісельний підйомник Кардада-Чіметта, а між 1951 та 1965 роками — лижні підйомники, що зробили Чіметту особливо привабливою для лижників.
Канатна дорога протягом років зазнавала кількох реконструкцій та модернізацій; найзначніші зміни відбулися у 1984 році, коли кабіну замінили на більш сучасну та містку, та у 2000 році, коли всю систему було повністю оновлено. Окрім будівництва нової канатної дороги, у 2000 році ландшафтний архітектор Паоло Бюргі реалізував кілька проєктів у Кардаді та Чіметті.
Вид з Кардади, безперечно, є найвражаючим аспектом цієї гори, завдяки чому її називають перлиною озера Маджоре.
До Кардади можна дістатися канатною дорогою, яка перевозить пасажирів з 395 м н.р.м. в Орселіні до 1340 м н.р.м. у Кардаді. Відкрита у червні 2000 року, канатна дорога Орселіна-Кардада була спроєктована архітектором Маріо Ботта, який розробив станції відправлення та прибуття, а також дизайн кабін у характерній формі краплі, що завдяки легкій конструкції зі сталі та скла дозволяють насолоджуватися панорамою округу Локарно під час поїздки.

## Клімат та природа
Розташування на південному схилі забезпечує постійне сонячне опромінення гори від сходу до заходу сонця. Влітку висота сприяє збереженню прохолодного клімату.
Кардада особливо багата на флору та фауну: завдяки сонячному клімату тут ростуть камелії, а в тіні її лісів з буків, модрин, каштанів та беріз. Також нерідко можна зустріти численні види птахів.
Гора розташована в регіоні з сприятливим кліматом і, завдяки своєму південному розташуванню, насолоджується постійним і тривалим сонячним світлом, що гарантує помірні температури навіть у найхолодніші зимові місяці.